# Christmas Special
"Christmas Special" é o sexto episódio da terceira temporada da série de televisão de comédia de situação norte-americana 30 Rock, e o 42.° da série em geral. O seu argumento foi co-escrito pela editora executiva de enredo Kay Cannon e pela produtora executiva Tina Fey, enquanto a realização ficou a cargo do produtor Don Scardino. A sua transmissão nos Estados Unidos ocorreu na noite de 11 de Dezembro de 2008 através da rede de televisão National Broadcasting Company (NBC). Dentre as estrelas convidadas para o episódio, estão inclusas Elaine Stritch, John Lutz, Teddy Coluca, e Jeff Richmond.
No episódio, a argumentista-chefe Liz Lemon (interpretada por Tina Fey) vê-se obrigada a celebrar o Natal sem a sua família pela primeira vez na vida. Como compensação, participa do programa de caridade Cartas ao Pai Natal e compra presentes para crianças pobres. Entretanto, o executivo Jack Donaghy (Alec Baldwin) bate acidentalmente na sua mãe, Colleen Donaghy (Stritch), com o seu carro pouco antes da sua partida planeada para Rio de Janeiro. Porém, vê-se forçado a permanecer na Cidade de Nova Iorque e obriga a turma do TGS with Tracy Jordan a produzir um episódio especial na véspera de Natal para que ele não tenha que voltar para a sua cidade natal com ela.
No geral, "Christmas Special" foi recebido com opiniões mistas pelos críticos especialistas em televisão do horário nobre, com o seu conceito sendo elogiado mas a sua execução condenada, principalmente pela dificuldade no enquadramento da personagem de Stritch. Não obstante, a actriz acabou recebendo uma nomeação a um Prémio Emmy do horário nobre pela sua performance. Além disso, o episódio viria a ser incluso em listas sobre os melhores episódios festivos e natalinos por periódicos digitais como as revistas Entertainment Weekly e Variety.
De acordo com os dados publicados pelo serviço de registo de audiências Nielsen Ratings, "Reunion" foi assistido em 8,90 milhões de domicílios norte-americanos durante a sua transmissão original, o maior número de telespectadores reunidos para um episódio de 30 Rock, e foi-lhe atribuída a classificação de 3,8 e nove de share no perfil demográfico dos telespectadores entre os dezoito aos 49 anos de idade.

## Produção

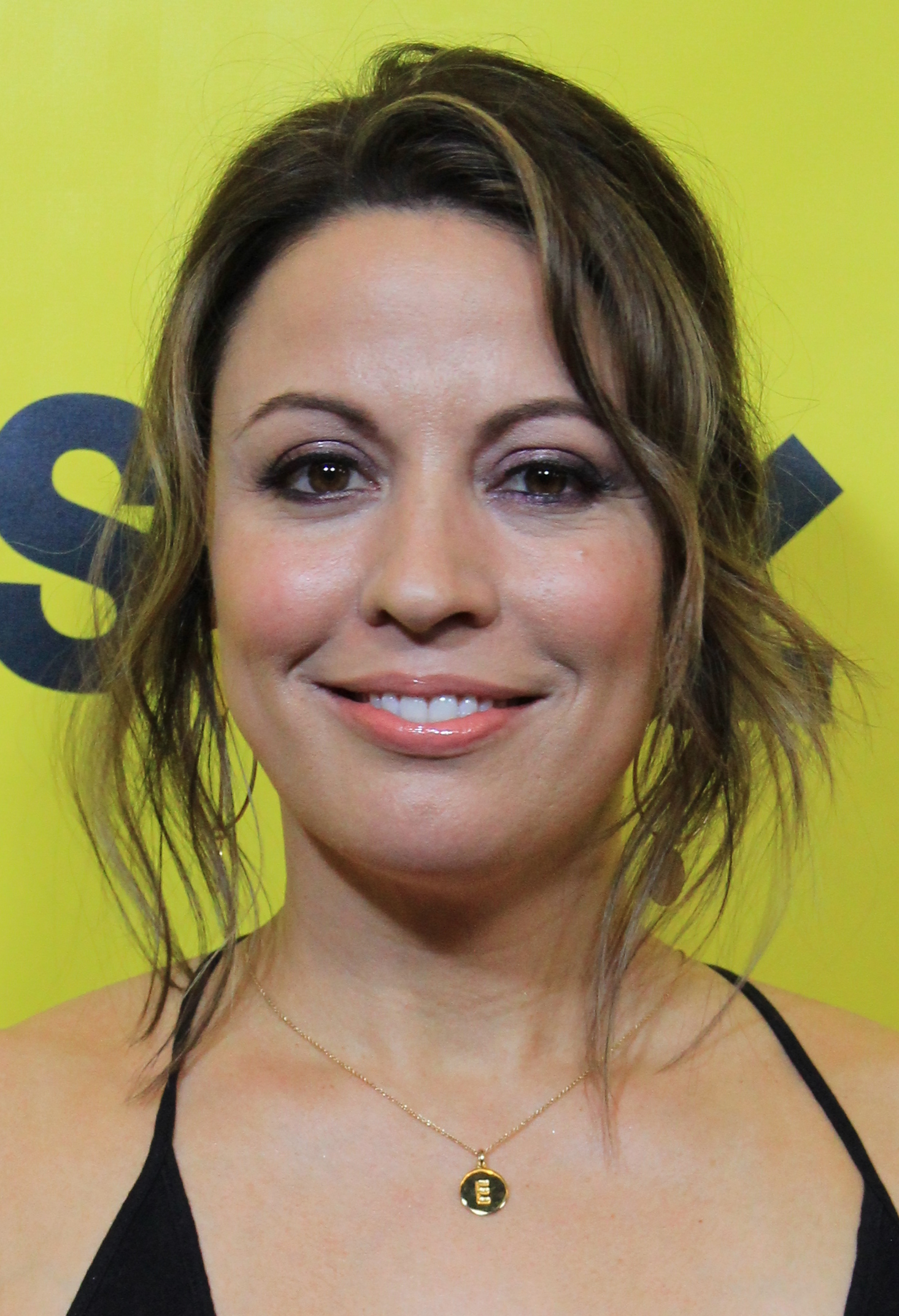
Este foi o terceiro episódio de 30 Rock cujo guião foi escrito por Kay Cannon.

"Christmas Special" é o sexto episódio da terceira temporada de 30 Rock. O seu argumento foi co-escrito pela dupla Kay Cannon e Tina Fey, que assim colaborou pela terceira vez em um guião para o seriado, após "Black Tie" na primeira temporada e "Somebody to Love" na segunda. Este foi igualmente o terceiro episódio no qual Cannon, que também assume a função de editora executiva de enredo nesta temporada, recebeu crédito de argumentista, e o 14.° para Fey, que além de ter criado a série, trabalha como produtora executiva, argumentista-chefe e actriz principal. A realização de "Christmas Special" ficou sob a responsabilidade de Don Scardino, produtor da temporada que recebeu o seu 16.° crédito como realizador em 30 Rock.
De acordo com o produtor executivo e showrunner Robert Carlock, a trama deste episódio que envolve a personagem Jack Donaghy batendo acidentalmente na sua mãe com o seu carro foi baseada em uma experiência real vivida por um dos argumentistas de 30 Rock. "Isso realmente aconteceu. A sobrinha de um dos nossos argumentistas bateu na sua avó — a mãe do argumentista — com o carro. Nós meio que passamos um dia dizendo: 'Podemos fazer isso? Vai ficar tudo bem? E ela ficou bem, então achamos que seria uma coisa divertida e tensa para acontecer entre Jack e a sua mãe, especialmente antes do Natal," afirmou Carlock em entrevista à revista Vanity Fair. A cena na qual as pernas de Colleen ficam expostas atrás do carro após sofrer o embate foi inspirada na imagem das pernas da Bruxa Má do Leste depois da casa de Dorothy Gale cair sobre ela, conforme ilustrado nos livros infantis The Wonderful Wizard of Oz.

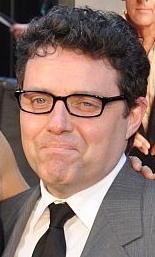
Jeff Richmond, produtor executivo e sonoplasta de 30 Rock, fez uma participação em "Christmas Special."

"Christmas Special" marcou a terceira participação da actriz Elaine Stritch em 30 Rock como Coleen Donaghy, a mãe de Jack. Ela já havia participado anteriormente nos episódios "Hiatus" na primeira temporada e "Ludachristmas" na segunda, este último também um episódio com temática natalina. O seu retorno foi revelado em Novembro de 2008. No final de "Christmas Special," Jack e Colleen cantam um dueto de "The Christmas Song," acerca do qual Stritch comentou à revista de entretenimento TV Guide ser "a fantasia [de Jack]. Foi um desafio de actuação interessante. Eu não cantei como eu [normalmente] canto; eu cantei como imaginei que Colleen Donaghy tentaria cantar." O livro ao qual Colleen lê quando Liz visita-a é intitulado Urban Fervor, a sequência do romance fictício The Rural Juror, cuja adaptação cinematográfica é estrelada por Jenna Maroney.
A família Glover, à qual Liz oferece presentes de natal neste episódio, teve o seu nome inspirado por Donald Glover, editor executivo de enredo e argumentista em 30 Rock. Jeff Richmond fez uma aparição neste episódio como um homem que toca piano durante a transmissão do episódio especial de Natal do TGS. Richmond é esposo de Fey e, em 30 Rock, além de ser um dos responsáveis pela produção executiva, é o sonoplasta no comando dos temas musicais. Outra participação em "Christmas Special" foi a de Teddy Coluca, na sua oitava, e primeira da temporada, como o gerente de palco do TGS. Ele não aparecia no programa desde "The Head and the Hair" na primeira temporada. Embora o seu nome tenha sido listado ao longo da sequência de créditos finais, a actriz Katrina Bowden não participou de "Christmas Special" como a sua personagem Cerie Xerox.
O actor e comediante Judah Friedlander, intérprete da personagem Frank Rossitano em 30 Rock, é conhecido pelos seus bonés de camioneiro de marca registada que usa dentro e fora da personagem Frank. Os chapéus normalmente apresentam palavras ou frases curtas estampadas neles. Friedlander afirmou que ele próprio é quem faz os acessórios. Revelou também que "alguns deles são brincadeiras íntimas, e alguns são simplesmente piadas." A ideia veio do persona de Friedlander nas suas apresentações de comédia stand up, nas quais os objectos de adorno estão todos estampados com a escrita "campeão mundial" em línguas e aparências diferentes. Em "Christmas Special," Frank usa um boné que lê "Foley Artist," que condiz com a sua camiseta estampada com uma imagem de Mick Foley, lutador de luta livre que adoptava o nome Cactus Jack nos seus combates.

## Enredo
Liz Lemon (Tina Fey) anuncia à equipa do The Girlie Show with Tracy Jordan (TGS) que irá participar de uma atividade de caridade visada a oferecer presentes a crianças desfavorecidas que escrevem cartas ao Pai Natal. Ela compra muito mais do que o solicitado na carta, querendo ver a felicidade nas caras das crianças. Porém, quando vai entregar os presentes no apartamento escrito na carta, é atendida por dois homens adultos que levam os presentes e fecham-lhe a porta na cara, levando-a a acreditar ter sido enganada. Não recebendo ajuda do Serviço Postal dos Estados Unidos, que administra a atividade de caridade, ela tenta encerrar a mesma. Isso incomoda Kenneth Parcell (Jack McBrayer), que se recusa a acreditar que alguém enganaria uma instituição de caridade no Natal. Então, Liz leva Kenneth de volta ao apartamento para provar que estava certa, mas duas crianças atendem a porta e a argumentista revela acidentalmente a elas que o Pai Natal não é real.
Entretanto, Jack Donaghy (Alec Baldwin) bate acidentalmente na sua mãe, Colleen Donaghy (Elaine Stritch), com a traseira do seu carro enquanto visitava-a na Flórida. Acamada, ela decide ficar com Jack na Cidade de Nova Iorque, mas a sua presença perturba-o demais. Jack revela a Liz que depois de bater na sua mãe, esperou oito minutos antes de ligar para o número de mergência, e fica com receio de ela descobrir. Então, tenta de tudo para ficar longe de Colleen, demandando que o elenco e a equipa do TGS produzam um episódio especial de Natal de última hora. No entanto, Colleen descobre o segredo e confronta Jack, que responde expressando a sua raiva por ela pelo seu comportamento no Natal durante a sua infância. Em última análise, depois de conversar com Liz, Jack percebe que Colleen era na verdade uma mãe carinhosa e reconcilia-se com ela.

### Análises da crítica

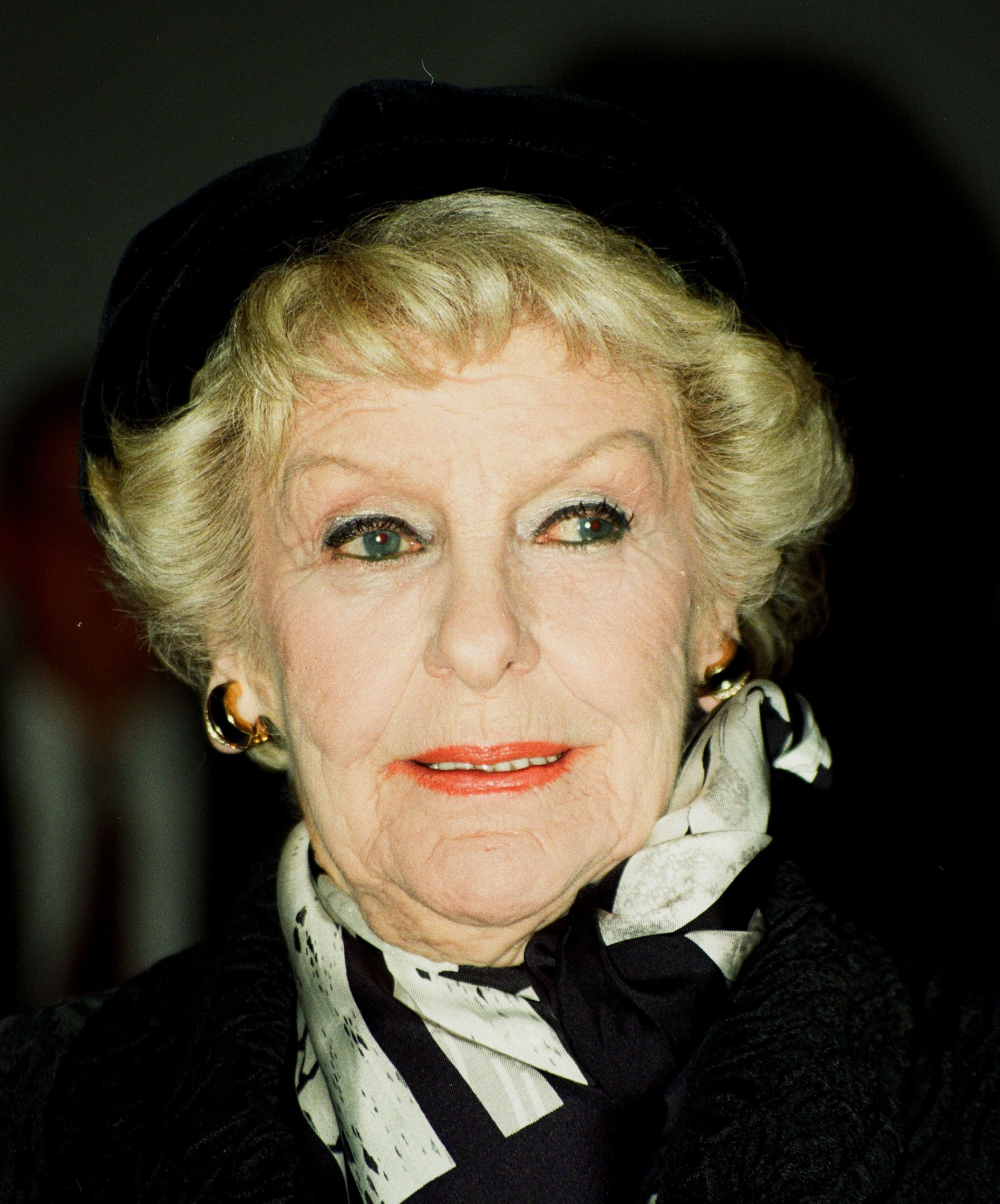
Embora a sua participação tenha deixado os críticos de televisão divididos, Elaine Stritch recebeu uma nomeação a um Prémio Emmy pelo seu desempenho em "Christmas Special."